# 埼玉県議会
埼玉県議会（さいたまけんぎかい）は、埼玉県の県議会である。

## 概要

### 任期
48ヵ月。ただし議会解散が実施されれば任期満了前であっても議員任期は終了する。

### 選出方法
中選挙区制、小選挙区制を実施。

### 会派

#### 会派の要件
- 議案提出権を有する会派：所属議員8名以上
- 議会運営委員会参加権を有する会派：各会派の議席割合から計算して定める
- 代表質問権を有する会派：各議会会期前の議会運営委員会においてその都度定める
  - 議会運営委員会参加権と代表質問権については2007年5月、4議席以上の会派に付与する慣例を改め、議会会期ごとにその都度定めることにし、「交渉会派」の概念は廃止された。県議会委員会規定においては、各会派の所属議員数の比率により議会運営委員を指名することになっているが、その場合6議席につき委員1名となる。ただ1983年5月より、少数会派への配慮から4議席あれば議会運営委員会参加権と代表質問権を有する「交渉会派」の地位を認めていたため、議会運営委員の指名については各会派の議席割合から計算する運用を行い、事実上現在も4議席あれば議会運営委員会に委員を出すことができる。また代表質問の割り振りについてはその都度議会運営委員会において定められるが、議会運営委員会に委員を出せる会派は代表質問の機会を求めることができるため、こちらも事実上4議席あれば代表質問権が認められる。広報紙『埼玉県議会だより』の各会派代表者による活動報告「各会派から」のコーナーには4議席以上の会派のみスペースが与えられ、2015年まで3議席以下会派については掲載されなかった。「交渉会派」の概念は廃止されたが、「交渉会派」（4議席以上）、「非交渉会派」（3議席以下）の実質は維持された[1]。
- 埼玉県議会では「一人会派」の結成を認めている。

### 委員会
常任委員会
- 議会運営委員会
- 企画財政委員会
- 総務県民生活委員会
- 環境農林委員会
- 福祉保健医療委員会
- 産業労働企業委員会
- 県土都市整備委員会
- 文教委員会
- 警察危機管理防災委員会

特別委員会
- 自然再生・循環社会対策特別委員会
- 地方創生・行財政改革特別委員会
- 公社事業対策特別委員会
- 少子・高齢福祉社会対策特別委員会
- 経済・雇用対策特別委員会
- 危機管理・大規模災害対策特別委員会
- 人材育成・文化・スポーツ振興特別委員会
- 決算特別委員会

法定外委員会
- 図書室委員会

### 事務局
県議会を補助する事務組織として、議会事務局が置かれている。
- 議会事務局
  - 秘書課
  - 総務課
  - 議事課
  - 政策調査課
  - 図書室

## 会派構成・議席数
2025年6月13日現在
| 会派名                     | 議員数 | 所属党派                 | 女性議員数 | 女性議員の比率(%) |
| -------------------------- | ------ | ------------------------ | ---------- | ----------------- |
| 埼玉県議会自由民主党議員団 | 56     | 自由民主党               | 3          | 5.36              |
| 埼玉民主フォーラム         | 11     | 立憲民主党               | 2          | 18.18             |
| 埼玉県議会公明党議員団     | 9      | 公明党                   | 1          | 11.11             |
| 無所属県民会議             | 7      | 無所属(保守系無所属会派) | 2          | 28.57             |
| 日本共産党埼玉県議会議員団 | 3      | 日本共産党               | 2          | 66.67             |
| 無所属改革の会             | 1      | 無所属(元民主党)         | 0          | 0                 |
| 無所属                     | 2      | 元自民党2                | 0          | 0                 |
| 計(欠員4)                  | 89     |                          | 10         | 11.23             |

## 各選挙区の定数・区域・選出議員
- 定数 93（欠員4）
- 選挙区数[5]51
- 任期　2023年5月1日～2027年4月30日

| 選挙区名                                                   | 定数 | 選出議員（会派・当選回数） |
| ---------------------------------------------------------- | ---- | --- |
| 南第1区 草加市                                             | 3    | 蒲生徳明（公・6）、木下博信（自・3）、小森克己（民〔立〕・1）                                                                                   |
| 南第2区 川口市                                             | 7    | 岡村ゆり子（県〔無〕・2）、永瀬秀樹（自・3）、立石泰広（自・4）、塩野正行（公・6）、萩原一寿（公・4）、山崎淳（共・1）、白根大輔（民〔立〕・2） |
| 南第3区 さいたま市西区                                     | 1    | 日下部伸三（自・4） ※無投票 |
| 南第4区 さいたま市北区                                     | 2    | 関根信明（自・2）、小川寿士（民〔立〕・1） ※無投票                                                                                              |
| 南第5区 さいたま市大宮区                                   | 1    | 藤井健志（自・3） ※無投票 |
| 南第6区 さいたま市見沼区                                   | 2    | 田村琢実（自・5）、武田和浩（民〔立〕・1） |
| 南第7区 さいたま市中央区                                   | 1    | 宮崎吾一（自・2） |
| 南第8区 さいたま市桜区                                     | 1    | 荒木裕介（自・4） |
| 南第9区 さいたま市浦和区                                   | 2    | 野本怜子（民〔立〕・1）、高木功介（無・2） |
| 南第10区 さいたま市南区                                    | 2    | 林薫（自・1）、木村勇夫〔民（立〕・5） |
| 南第11区 さいたま市緑区                                    | 1    | 高橋政雄（自・5） |
| 南第12区 さいたま市岩槻区                                  | 1    | 小島信昭（自・7） |
| 南第13区 上尾市・伊奈町                                    | 3    | 尾花瑛仁（自・1）、町田皇介（民〔立〕・2）、戸野部直乃（公・1）                                                                                 |
| 南第14区 桶川市                                            | 1    | 岡地優（自・4） |
| 南第15区 北本市                                            | 1    | 新井一徳（自・4） ※無投票 |
| 南第16区 鴻巣市                                            | 2    | 金子裕太（自・1）、中屋敷慎一（自・5） |
| 南第17区 志木市                                            | 1    | 鈴木正人（自・6） ※無投票 |
| 南第18区 新座市                                            | 2    | 平松大佑（県〔無〕・2）、安藤友貴（公・4） ※無投票                                                                                              |
| 南第19区 蕨市                                              | 1    | 保谷武（自・1） |
| 南第20区 戸田市                                            | 2    | 金野桃子（県〔無〕・2）、細田善則（自・3） |
| 南第21区 朝霞市                                            | 2    | 松井弘（自・2）、欠員1 |
| 南第22区 和光市                                            | 1    | 井上航（県〔無〕・4） |
| 西第1区 所沢市                                             | 4    | 岡田静佳（自・3）、水村篤弘（民〔立〕・4）、小早川一博（公・1）、城下師子（共・1）                                                              |
| 西第2区 入間市                                             | 2    | 松本義明（自・1）、泉津井京子（民〔立〕・1） |
| 西第3区 飯能市                                             | 1    | 内沼博史（自・3） ※無投票 |
| 西第4区 狭山市                                             | 2    | 東山徹（自・1）、中川浩（改〔無〕・4） |
| 西第5区 ふじみ野市・三芳町                                 | 2    | 渡辺大（自・2）、伊藤初美（共・1） |
| 西第6区 富士見市                                           | 1    | 八子朋弘（県〔無〕・2） |
| 西第7区 川越市                                             | 4    | 深谷顕史（公・2）、渋谷真実子（自・1）、須賀昭夫（自・1）、欠員1                                                                                |
| 西第8区 日高市                                             | 1    | 小谷野五雄（自・8） ※無投票 |
| 西第9区 毛呂山町・越生町・鳩山町                           | 1    | 武内政文（自・4） |
| 西第10区 坂戸市                                            | 1    | 小川直志（自・2） |
| 西第11区 鶴ヶ島市                                          | 1    | 長峰秀和（自・1） ※無投票 |
| 西第12区 東松山市・川島町・吉見町                          | 2    | 松坂喜浩（県〔無〕・3）、横川雅也（自・3） ※無投票                                                                                              |
| 西第13区 滑川町・嵐山町・小川町・ときがわ町                | 1    | 小久保憲一（自・4） ※無投票 |
| 北第1区 秩父市・横瀬町・皆野町・長瀞町・小鹿野町・東秩父村 | 2    | 新井豪（自・4）、阿左美健司（自・2） ※無投票 |
| 北第2区 本庄市・神川町・上里町                             | 2    | 齋藤邦明（自・4）、飯塚俊彦（自・3） ※無投票 |
| 北第3区 深谷市・美里町・寄居町                             | 3    | 小川真一郎（自・4）、神尾高善（自・5）、欠員1 ※無投票                                                                                           |
| 北第4区 熊谷市                                             | 3    | 田並尚明（民〔立〕・5）、杉田茂実（自・2）、鈴木理裕（自・1）                                                                                   |
| 東第1区 行田市                                             | 1    | 柿沼貴志（自・2） |
| 東第2区 羽生市                                             | 1    | 諸井真英（無・5） |
| 東第3区 加須市                                             | 2    | 千葉達也（自・2）、高橋稔裕（自・2） |
| 東第4区 久喜市                                             | 2    | 石川忠義（県〔無〕・3）、梅澤佳一（自・5） |
| 東第5区 蓮田市                                             | 1    | 森伊久磨（自・1） |
| 東第6区 白岡市・宮代町                                     | 1    | 渡辺聡一郎（自・1） |
| 東第7区 春日部市                                           | 3    | 栄寛美（自・1）、権守幸男（公・4）、白土幸仁（自・4）                                                                                           |
| 東第8区 越谷市                                             | 4    | 浅井明（自・3）、橋詰昌児（公・2）、細川威（民〔立〕・1）、欠員                                                                                 |
| 東第9区 八潮市                                             | 1    | 宇田川幸夫（自・3） ※無投票 |
| 東第10区 三郷市                                            | 2    | 美田宗亮（自・3）、逢沢圭一郎（自・2） |
| 東第11区 幸手市・杉戸町                                    | 1    | 吉良英敏（自・3） ※無投票 |
| 東第12区 吉川市・松伏町                                    | 1    | 松澤正（自・3） |

## 定数削減と選挙区割変更
平成22年国勢調査の結果及び平成の大合併を経た県内市町村の状況を踏まえ、選挙区及び各選挙区定数、埼玉県議会の総定数を改正するため、平成26年9月定例会において「埼玉県議会議員の定数並びに選挙区及び各選挙区において選挙すべき議員の数に関する条例」の改正案が自民党及び公明党、民主党、刷新の会及び一部の無所属議員の三者から提出された。自民党及び公明党が提出した改正案が両党及び自民党系の無所属議員らの賛成多数により可決された。改正された条例では議員定数を94議席から1議席削減し93議席とした。特例地区とされた秩父市と秩父郡各町村を除く各選挙区の人口割について2を超えないものとし、選挙区割と選挙区ごとの定数を変更した。これにより合併に際して新たな自治体として成立した鴻巣市・ふじみ野市・加須市・久喜市・春日部市が複数の選挙区に分かれている状態は解消されたほか、議員定数不均衡が生じていたさいたま市岩槻区の定数を1減らし所謂「逆転現象」を是正した。更に選挙区の名称を、市名または郡名から東西南北のブロック制の呼称（当時の衆議院選挙区の区域に併せ、1区を南選挙区、2区を西選挙区、3区を北選挙区、4区を東選挙区とした）に移行した昭和34年（1959年）以来改める事となり、東西南北のブロック制の呼称を継続した上で、選挙区域に該当する市町村名またはさいたま市の行政区名を併称する形に改めた。平成26年（2014年）10月14日公布。平成27年（2015年）3月1日施行。同月告示の第18回統一地方選挙にて執行された埼玉県議会議員一般選挙より適用された。
令和2年国勢調査の結果、県議会における最大の「一票の格差」は、南11区 さいたま市緑区（定数1）と北2区 横瀬町・皆野町・長瀞町・小鹿野町・東秩父村（定数1）の間の3・401倍となった。この状況を踏まえ、埼玉県議会の選挙区及び各選挙区定数ならびに総定数を改正するため、選挙区内の人口が少なく公職選挙法の規定を満たしていない北2区を、北1区 秩父市（定数1）に合区させて2人区とし、選挙区の総数は1減の51として総定数の増減を行わない選挙区条例の改正案を令和4年（2022年）12月定例会最終日の12月22日に上程して可決、第20回統一地方選挙にて執行された埼玉県議会議員一般選挙より適用する事とした。

## 議員報酬等
| 役職                   | 議員報酬         | 期末手当         | 政務活動費  |
| ---------------------- | ---------------- | ---------------- | ----------- |
| 議長                   | 月額 114万4000円 | 年間 597万1680円 | 月額 50万円 |
| 副議長                 | 月額 101万6000円 | 年間 530万3520円 | 月額 50万円 |
| 議会運営委員会委員長   | 月額 97万4000円  | 年間 508万4280円 | 月額 50万円 |
| 議会運営委員会副委員長 | 月額 97万2000円  | 年間 507万3840円 | 月額 50万円 |
| 常任委員会委員長       | 月額 97万2000円  | 年間 507万3840円 | 月額 50万円 |
| 常任委員会副委員長     | 月額 95万0000円  | 年間 495万9000円 | 月額 50万円 |
| 議員                   | 月額 92万7000円  | 年間 483万8940円 | 月額 50万円 |

- 「埼玉県議会議員の議員報酬及び費用弁償等に関する条例」により規定[15][16]。
- 県議会議員が上記に掲げる職が2以上あるときは、それぞれの職に係る議員報酬の額のうち最も多い額を当該県議会議員の議員報酬の額とする。（一部抜き書き）「埼玉県議会議員の議員報酬及び費用弁償等に関する条例 第2条の2」により規定。
- 政務活動費の残金は県に返還する義務がある。また、収支報告書や領収書の提出を要する。
- 県議会議員が職務旅行したときは、別表第一（内国旅行の費用弁償）及び別表第二（外国旅行の費用弁償）に定めるものを除くほか、一般職の職員に支給する額に相当する額を費用弁償として、一般職の職員の旅費支給の例により支給する。（一部抜き書き）「埼玉県議会議員の議員報酬及び費用弁償等に関する条例 第4条」により規定。

## 広報
- 広報紙『埼玉県議会だより』年4回発行
- 『メールマガジン埼玉県議会』月2回配信
- テレビ埼玉で広報番組「こんにちは県議会です」が放送されている。毎週日曜日午前10時～[17]。

## その他
- 埼玉県議会の最大会派、埼玉県議会自由民主党議員団（自民）によって発案、2023年10月4日に提出された県虐待禁止条例の改正案は同月6日、県議会の福祉保健医療委員会で可決された後、同月13日の本会議採決で可決される見通しだったが、「子どもだけの登下校禁止。留守番禁止。おつかい禁止。それを見つけた人は通報義務」といった厳しい内容に世論が反発。PTA協議会やSNSを中心に条例反対のオンライン署名が行われ、現職の国会議員や元議員を巻き込み、全国ネットでテレビ放送されるに至った。事態を重く見た自民は同月10日、改正案を取り下げる方針を明らかにした。圧倒的多数の議席を持つ会派が出した議案が世論の反対で撤回されるのは異例な事態であった[18]。
- 県議会の本会議、常任委員会の開催は、2013年までの20年来、治安上の理由から議長の要請で私服警官立会いの上開催されていた[19]。
- 埼玉県の条例では、県議会各会派に対し議員1人当たり月額50万円の政務活動費が交付されているが、県議会会派「刷新の会」（2011年～2015年）と「民主党・無所属の会」が政務活動費（2012年度までは県政調査費）を違法に支出していたとして、2015年、「狭山市民オンブズマン」代表幹事の田中寿夫・元狭山市議会議員が[20]、両会派に支出された政務活動費の埼玉県への返還を求めて、住民訴訟を起こした。

2017年8月30日、さいたま地方裁判所は支出の一部を議会が定めた使途基準に違反していると認め、埼玉県知事上田清司に対し、両会派に計約900万円の支払いを求めるよう命じた。約900万円は、2011年度から2013年度に支払われた政務活動費（県政調査費）の一部で、「刷新の会」が851万2764円（石田昇議員・井上航議員・江野幸一議員・鈴木正人議員・中屋敷慎一議員・藤澤慎也議員の支出分）、「民主党・無所属の会」が56万2446円（中川浩議員の支出分）。
両会派は、政務活動費から事務所の人件費や応接用ソファ購入代、自動車のリース代などを支出したが、判決はこれらについて「政務（議会）活動とその他の活動（個人の政治活動や政党など）の割合が判然としない」と指摘し、それぞれの代金の半分を超えた額の支出を違法と認定した。県はこれを不服として東京高等裁判所に控訴した。
2018年4月18日、控訴審判決において東京高等裁判所は一審判決を取り消し、田中元市議の訴えをすべて棄却。「政務活動は多岐にわたり、経費の使い道には議員に一定の裁量が認められる」と指摘し、支出は適法と認める判決を言い渡した。田中元市議はこれを不服とし、同年5月、最高裁判所に上告した。
また田中元市議はこの裁判とは別に、2013年度から2016年度に自民党県議団に支払われた政務活動費のうち、計5,629万4,864円（小林哲也議員・鈴木弘議員・岩崎宏議員・新井豪議員の支出分）が違法、不適切な支出であるとして2018年3月、上田知事に対し住民監査請求を行った。

## 不祥事
馬鹿でもチョンでも
2017年6月29日、定例会の一般質問において日下部伸三議員が少子化対策の費用対効果に関する質疑において「馬鹿でもチョンでもできる」と発言。議場は騒然とし、日下部議員は「不適切な発言だった。撤回する」と述べた。質疑後、記者団に「ああいう言葉を言う場面ではなかった。誰でもできるって言えばよかった」と話した。埼玉県議団は同議員を厳重注意した。
領収書偽造
2017年7月11日、自民党県議団は同会派の沢田力議員（南第5区 さいたま市大宮区。当選2回）の除名処分を決めた。沢田議員は、自身の政治活動報告チラシの投函費用をさいたま市のPR会社に支払ったとして、同社が発行したとする領収書8枚を県議団に提出し約545万円を受け取った。しかし外部指摘を受けた県議団が調べたところ、当該会社は「投函は請け負っておらず、代金の支払いも受けていない」と説明。沢田議員も「PR会社から預かった白紙領収書に自分で宛名や金額を書き込んだ」と領収書の偽造を認めたという。翌12日、同議員は辞職した。更に当該PR会社は、沢田議員が自民埼玉県議団からの除名及び議員辞職に至る原因となった政務活動費約545万円の不正受給とは別に約694万円分の領収書についても「偽造された可能性が高く、支払いの実態もない」と説明しており、同議員の不正受給額は計1000万円を超えるという。沢田議員の辞職に伴う2017年8月27日の補欠選挙では、新人の藤井健志候補（諸派・オール大宮→自民）が初当選した。その後2017年8月、さいたま市議会議員や「狭山市民オンブズマン」代表幹事の田中寿夫・元狭山市議会議員 ら県内の市民オンブズマンなどが沢田元議員を浦和警察署に刑事告発し、埼玉県警察は2018年8月24日、領収書を偽造し政務活動費約1200万円をだまし取った詐欺及び虚偽公文書作成・同行使の容疑で沢田元議員を書類送検した。政務活動費約545万円については自民埼玉県議団に返還されたものの、本人からの説明はないままとなっている。2019年3月19日、さいたま地方検察庁は沢田元議員を不起訴処分としたが、これを不服とした田中元市議が同月22日、さいたま検察審査会に審査を申し立てた。
埼玉県内居住実態不存在疑惑
会派「埼玉民主フォーラム」は、同会派所属で2020年5月28日に辞職した井上將勝議員（南第6区 さいたま市見沼区選出。当選3回）について、埼玉県内ではなく東京都世田谷区三軒茶屋に居住実態があったのではないかという疑惑や、同議員が所有する同所のタワーマンションの部屋が8年にわたり資産報告されていなかった問題等の調査に関し、同年6月8日の県議会会派代表者会議にて報告を行った。井上議員は辞職の理由を「（『週刊文春』2020年6月4日号（5月28日発売）に報じられた）不倫問題」と述べ、資産については修正報告済み、居住実態については埼玉県選挙管理委員会に登録されている見沼区のアパートに生活の本拠があり、公職選挙法に抵触していない、と説明していた。井上議員は民主党見沼区支部長を務めていた2012年、実際には使用実績がない見沼区内の支部事務所と称する建物の家賃という名目で政務活動費を不正に受給。同会派は建物を使用すると説明して改めて家賃に充てる政務活動費を申請したが、その後も建物が使われている形跡はなく、申請書類を取り下げている。大野元裕知事は同会派及び井上議員に対しこれまでの諸問題について説明責任を果たすよう求め、同会派は第三者委員会を設置して調査に着手した。しかし井上議員が辞職したため同会派は調査を未了のまま打ち切った。
政務活動費不正受給
会派「埼玉民主フォーラム」所属の浅野目義英議員（南第9区 さいたま市浦和区選出。当選4回）について、「信頼関係が崩れる行動があった」との理由から、同5月28日に会派を離脱させた。浅野目議員の「信頼関係が崩れる行動」については、同年6月9日、同議員が2019年4月の県議会議員選挙において使用したコピー機の設置費など約5万2千円を「ファクス定期点検代」と偽り、2019年度の政務活動費として不正に受給していたことが判明した、と発表。浅野目議員は同9日、全額の返還手続きを行った。
自民党県議団、大人数で会食
2020年12月18日、新型コロナウイルスが大流行し、埼玉県（と自民党政権）が5人以上の会食の自粛を要請しているなか、浦和区のホテルで自由参加型の忘年会を開催。県議会議長の田村琢実は「感染対策もしっかりとられていたため問題だと考えていない。会食ではない」と述べた。